# كأس السوبر الإسبانية لكرة اليد
كأس السوبر الإسبانية لكرة اليد (بالإسبانية: Supercopa de España de Balonmano)‏ هي كأس سنوية يتم تنظيمها من قبل الاتحاد الإسباني لكرة اليد. انطلقت الكأس للمرة الأولى في سنة 1985 وكان أول فائز بها هو نادي أتلتيكو مدريد لكرة اليد، وهي تلعب بين الفائز بالدوري الإسباني لكرة اليد والفائز كأس ملك إسبانيا لكرة اليد. تلعب مباراة واحدة، في مكان محايد وفي مدن مختلفة في كل عام.